# 安德烈·科斯塔
安德烈·科斯塔（義大利語：Andrea Costa；1986年2月1日—）是一位意大利足球運動員。在場上的位置是左後衛、中後衛和左邊鋒。他現在效力於意大利足球丙級聯賽球隊Reggio Audace。